# Cuadriciclo ligero
El cuadriciclo ligero o cuatriciclo ligero es un vehículo de cuatro ruedas cuya masa en vacío es inferior a 350 kg, no incluida la masa de las baterías en el caso de los vehículos eléctricos, cuya velocidad máxima por construcción no es superior a los 45 km/h y con un motor de cilindrada inferior a 50 c. c. para los motores de explosión, o cuya potencia máxima neta es inferior o igual a 4 kilovatios, para los demás tipos de motores. Estos tienen la categoría L6e.